# Linyphia decorata
Linyphia decorata là một loài nhện trong họ Linyphiidae.
Loài này thuộc chi Linyphia. Linyphia decorata được Eugen von Keyserling miêu tả năm 1891.